# Naturschutzgebiet Bermecker Siepen
Das Naturschutzgebiet Bermecker Siepen mit einer Flächengröße von 4,4 ha ging bis an die nördliche Stadtgrenze von Meschede im Arnsberger Wald. Das Gebiet wurde 1994 mit dem Landschaftsplan Meschede durch den Hochsauerlandkreis als Naturschutzgebiet (NSG) ausgewiesen. Im Norden grenzte die Stadt Warstein im Kreis Soest an. Bei der Neuaufstellung des Landschaftsplanes Meschede 2020 wurde das Gebiet Teil vom Naturschutzgebiet Hamorsbruch / Bermecke.

## Gebietsbeschreibung
Beim NSG handelt es sich um ein Siepental und dem Bach Bermecke. Im Tal wachsen vorwiegend Roterlen und Rotfichten. Im NSG kommen zahlreiche seltene Tier- und Pflanzenarten vor. Dem NSG kam aufgrund seiner naturnahen Biotopausstattung lokale Bedeutung für den Biotop- und Artenschutz zu.

## Schutzzweck
Wie alle Naturschutzgebieten im Landschaftsplangebiet wurde das NSG „zur Erhaltung von Lebensgemeinschaften oder Lebensstätten bestimmter wildlebender Pflanzen und wildlebender Tierarten, aus wissenschaftlichen, naturgeschichtlichen, landeskundlichen oder erdgeschichtlichen Gründen oder wegen der Seltenheit, besonderen Eigenart oder hervorragenden Schönheit einer Fläche oder eines Landschaftsbestandteils“ als NSG ausgewiesen.
Zum Schutzzweck speziell des NSG führte der Landschaftsplan 1994, neben den normalen Schutzzwecken für alle NSG im Landschaftsplangebiet, auf: „Erhaltung und Optimierung artenreicher naturnaher Waldgesellschaften innerhalb eines weitgehend intakten Talzuges als Biotopkomplex von lokaler Bedeutung; hohe strukturelle Vielfalt; hohe Artenvielfalt; Rote-Liste-Tier- und Pflanzenarten; wertvoll für Amphibien; Gebiet fällt unter § 20 c BNatSchG; Optimierung durch Umbestockung der Fichtenbestände. “